# Psie Górki
Psie Górki (309,3 m n.p.m.) – częściowo zalesione wzniesienie Pasma Kadzielniańskiego z obecnymi pozostałościami po wyrobisku skalnym. W większości teren góry należy do prywatnych osób. 
Zimą ludzie często przychodzą na stok, by zjeżdżać na sankach. W planach jest utworzenie parku, jednak uniemożliwia to skomplikowany podział górki na wiele działek zarówno miejskich, jak i prywatnych.
Psie Górki jest nazwą zwyczajową, z którą kojarzy się obszar w okolicy ulic Zakopiańskiej i Skalistej. Oficjalna nazwa jednak to Góra Słoneczna – pod taką nazwą funkcjonuje w opisach obszarów chronionych na terenie górki. 

## Obszary chronione
Na Psich Górkach ochroną objętą zostały odsłonięcia skał dewońskich z pozostałościami odkrywkowych wyrobisk po wydobywaniu wapieni. Obszar ten wynosi ponad 3 hektary.